# Фреди Принц Джуниър
Фреди Джеймс Принц Джуниър (на английски: Freddie James Prinze, Jr.) е американски актьор, носител на награда „Златен глобус“. Известни филми с негово участие са „На Джилиън за 37-ия рожден ден“, „Знам какво направи миналото лято“, „Още знам какво направи миналото лято“, „Тя е върхът“, „Лятна свалка“, „Скуби-Ду“, сериалите „Семейни връзки“, „Приятели“, „Адвокатите от Бостън“, „24“, „Междузвездни войни: Бунтовниците“, видеоигрите „Mass Effect 3“ и „Dragon Age: Inquisition“ и други.

## Биография
Фреди Принц Джуниър е роден на 8 март 1976 г. в Лос Анджелис, Калифорния. Баща му Фреди Принц старши, който е от германо-пуерторикански произход е комик, майка му Катрин е брокер на недвижими имоти. Родителите му се разделят малко след раждането му. Баща му се самоубива през 1977 г. под влиянието на наркотични вещества.
Фреди е отгледан от майка си в Албакърки, Ню Мексико. Той учи в местната гимназия „Ла Куева“, също така е член на Детския театър в Албакърки и трупата „Duo Drama“. След като завършва училище се премества в Холивуд в преследване на актьорска кариера.
Женен е за актрисата Сара Мишел Гелар. Двамата имат дъщеря на име Шарлот Грейс Принц (р. 19 септември 2009 г.) и син на име Роки Джеймс Принц (р. 2012 г.). Семейството им живее в Лос Анджелис. Фреди Принц владее английски и испански език.

## Кариера
Телевизионният му дебют е през 1995 г. в сериала на Ей Би Си – „Семейни връзки“. Дебютът му в пълнометражен филм е през 1996 г. в „На Джилиън за 37-ия рожден ден“ с участието и на Клеър Дейнс. През 1997 и 1998 г. играе в двете части на филма на ужасите „Знам какво направи миналото лято“ и „Още знам какво направи миналото лято“. През 1999 г. участва за пръв път в главна роля в романтичната комедия „Тя е върхът“. Филмът постига значителен финансов успех, като с бюджет от 10 млн. долара, печели 103 млн. в световен мащаб.
През 2012 и 2014 г. озвучава две от видеоигрите на компанията BioWare – персонаж на име Джеймс Вега в „Mass Effect 3“ и персонаж на име Бул в „Dragon Age: Inquisition“, също така озвучава Канан Джарус в анимационния сериал на Дисни Ченъл – „Междузвездни войни: Бунтовници“.

## Избрана филмография
- „Семейни връзки“ (1995, сериал)
- „На Джилиън за 37-ия рожден ден“ (1996)
- „Знам какво направи миналото лято“ (1997)
- „Още знам какво направи миналото лято“ (1998)
- „Тя е върхът“ (1999)
- „Космически пилоти“ (1999)
- „Завинаги с теб“ (2000)
- „Момчета и момичета“ (2000)
- „Лудо влюбена“ (2001)
- „Лятна свалка“ (2001)
- „Фрейзър“ (2002, сериал)
- „Скуби-Ду“ (2002)
- „Приятели“ (2002, сериал)
- „Скуби-Ду 2: Чудовища на свобода“ (2004)
- „Адвокатите от Бостън“ (2004 – 2006, сериал)
- „Стрелбището“ (2005, директно на видео)
- „Рифът“ (2005, анимация – озвучаване)
- „Законите на Бруклин“ (2007)
- „Джак и Джил срещу света“ (2008)
- „24“ (2010, сериал)
- „Осмо чувство“ (2010, сериал)
- „Mass Effect 3“ (2010, видеоигра)
- „Вещиците от Ийст Енд“ (2013, сериал)
- „Кости“ (2013 – 2014, сериал)
- „Dragon Age: Inquisition“ (2014, видеоигра)
- „Междузвездни войни: Бунтовниците“ (2013 – 2018, анимационен сериал – озвучаване)
- Междузвездни войни: Възходът на Скайуокър (2019, озвучаване)
- „Пънки Брустър“ (2021, сериал)
- „Mass Effect: Legendary Edition“ (2021, видеоигра)